# Brenda Holloway
Brenda Holloway (Atascadero, Californië, 21 juni 1946) is een Amerikaanse soulzangeres en songschrijfster. Zij is vooral bekend door haar hits in de jaren 1964-1968 voor het platenlabel Motown.

## Levensloop
Brenda Holloway was de oudste in een gezin met drie kinderen. Toen ze twee was verhuisde het gezin van Atascadero naar Watts (Los Angeles). Haar zuster Patrice Holloway (1951-2006), ook zangeres en songschrijver, werd daar geboren. Brenda was al vroeg met muziek bezig. Ze volgde een muziekopleiding, interesseerde zich ook voor klassieke muziek en zong in het kerkkoor. Als tieners zongen Brenda en Patrice in het achtergrondkoortje van de rhythm-and-bluesgroep in Watts waaruit The Whispers voortkwamen. Ze werden lid van een meidengroep The Wattesians die in 1962 een single I'll Find Myself A Guy uitbracht, een jaar later gevolgd door Will You Be My Love, nu onder de naam The Four J's. In 1962 maakte Brenda haar solodebuut op het kleine label Donna met Hey Fool. Het label Del-Fi bracht vervolgens Every Little Bit Hurts uit, dat een van haar bekendste nummers zou worden.

### Motown
Ze nam ook duetten op met andere artiesten, onder wie Hal Davis. Hij introduceerde haar bij Berry Gordy, de eigenaar van Motown. Die zag haar mimiek bij het onhoorbaar zingen van My guy van Mary Wells. Hij was zo onder de indruk dat hij haar vroeg een platencontract te tekenen. Daarmee was de 17-jarige Holloway de eerste artiest van de West Coast die werd aangeworven door het in Detroit (Michigan) gevestigde label. Haar bekendste Motown-hits werden Every Little Bit Hurts dat ze dus voor de tweede keer opnam, When I'm Gone, You've Made Me So Very Happy, I'll Always Love You, Just Look What You've Done en het ook van Mary Wells bekende Operator. Ook haar zus Patrice had als 14-jarige korte tijd een contract bij Motown, maar de opnamen waarmee ze een vrouwelijke tegenhanger had moeten worden van "Little Stevie Wonder" werden bij nader inzien niet uitgebracht. Ook van het duet Come Into My Palace van Brenda en Patrice werd alleen een demo gemaakt.
Na het vertrek van de populaire Mary Wells leek Gordy van plan te zijn Brenda te lanceren als de nieuwe “leading lady” van Motown. Zij kreeg de composities die Smokey Robinson voor Wells bedoeld had. Vooral na een succesvol tv-optreden als openingsact voor The Beatles op 15 augustus 1965 was haar ster snel rijzende. Ze werd "de mooiste vrouw die Motown ooit contracteerde" genoemd. Haar uiterlijk en haar kleedstijl (naar het voorbeeld van Tina Turner) brachten veel mannen het hoofd op hol, maar leverden binnen Motown veel jaloezie op. Omdat de kritische Holloway zich niet gedroeg zoals van artiesten uit de Motown-“stal” werd verwacht, werd ze als “moeilijk” beschouwd. Gordy verloor zijn belangstelling voor haar en zijn voorkeur ging uiteindelijk uit naar een solocarrière voor Diana Ross, die hiertoe werd losgemaakt van The Supremes.
Voor andere solozangeressen was weinig aandacht meer en na vier jaar besloot Brenda Holloway weg te gaan bij Motown. Ze liep midden in een opnamesessie met Smokey Robinson weg uit Hitsville USA, het hoofdkwartier van het label. Motowns persafdeling verklaarde dat de godsdienstige Holloway was weggegaan om te "zingen voor God". Zijzelf gaf later te kennen dat ze teleurgesteld was in de manier waarop haar belangen waren behartigd. Ze voelde zich behandeld als een tweederangs artieste. Het uitbrengen van haar tweede album The Artistry of Brenda Holloway was veel te lang uitgesteld. Het feit dat haar materiaal werd doorgegeven aan The Supremes stoorde haar ook. Dat Gladys Knight de studio was binnengekomen om een van Brenda's songs op te nemen had de deur dichtgedaan.
In 1969 won ze een proces tegen Berry Gordy om de rechten voor You've Made Me So Very Happy, dat ze samen met Patrice geschreven had en dat een grote hit was geworden voor Blood, Sweat & Tears. Gordy had door een minieme toevoeging zichzelf tot co-auteur van het lied gemaakt en een deel van de royalty's geclaimd. Hiermee was Holloway de derde zangeres in korte tijd - na Mary Wells en Kim Weston - die met succes juridische stappen nam tegen Motown. "We waren tieners toen we een contract tekenden en we lazen de kleine lettertjes niet", verklaarde ze later.

### Na Motown
In de periode die volgde trad Holloway, die teruggegaan was naar Los Angeles, weinig op de voorgrond. In 1968 verscheen op het label Liberty de single I Can't Make It Without Him (met als B-kant Until You Were Gone), geschreven en geproduceerd door Barry White en gezongen door "Brendetta Davis". Achter dit alias verschool zich hoogstwaarschijnlijk Brenda Holloway, die nog bij Motown onder contract stond. Ze was later actief als achtergrondzangeres op veel albums van White, die een verklaard bewonderaar van haar was. Zij en haar zus Patrice zijn te horen in Joe Cockers hit With a Little Help from My Friends, een coverversie van het Beatlesnummer, en op Neil Youngs eerste solo-album Neil Young. Ook zong Brenda bij Ike & Tina Turner nadat de oorspronkelijke Ikettes vertrokken waren. Zij tekende in 1969 een contract met Music Merchant, een sublabel van Invictus Records van het eveneens bij Motown weggelopen schrijvers- en producententrio Holland-Dozier-Holland, maar verder dan een single Let Love Grow (B-kant Some Quiet Place) kwam het niet.
Voorlopig gaf ze voorrang aan het gezinsleven boven voortzetting van haar solocarrière. In hetzelfde jaar 1969 trouwde ze in Los Angeles met de dominee Albert Davis, met wie ze vier kinderen kreeg. Religie speelde altijd een belangrijke rol in haar leven en ze bracht in 1980 een album Brand New! met gospelmuziek uit, dat echter nauwelijks aandacht trok. In 1988, het jaar waarin ze scheidde van Albert Davis, nam ze het duet On The Rebound op met haar vroegere Motowncollega Jimmy Ruffin. In 1990 kwam van haar het album All It Takes uit, deels met nieuwe versies van oud Motown-materiaal.
Op de podia verscheen ze pas weer sinds 1992, zowel in de VS als in het Verenigd Koninkrijk, waar haar muziek altijd populair gebleven is. In 1999 kwam het album It's A Woman's World uit, in 2003 gevolgd door My Love is Your Love. Op zijn album Soulicious uit 2011 zingt Cliff Richard het duet Do You Ever met haar. Ze deelde regelmatig het podium met Brenton Wood en trad ook op met haar Motownvriendinnen Martha Reeves, Mary Wilson en Kim Weston.

## Discografie

### Albums
- Every Little Bit Hurts (1964)
- The Artistry of Brenda Holloway (1968)
- Brand New! (1980)
- All It Takes (1990)
- It's a Woman's World (1999)
- Together... (livealbum) (2000)
- My Love Is Your Love (2CD, 2003)
- 20th Century Masters (2003)
- Anthology (Tamla-Motown) (2005)

### Singles
| Jaar | Titel                                                                                      | Billboard Hot 100 |
| ---- | ------------------------------------------------------------------------------------------ | ----------------- |
| 1962 | Hey Fool                                                                                   | —                 |
| 1963 | You're My Pride and Joy (duet met Jess Harris)                                             | —                 |
| 1963 | I Ain't Gonna Take You Back                                                                | —                 |
| 1963 | It's You (duet met Hal Davis)                                                              | —                 |
| 1964 | Every Little Bit Hurts                                                                     | 13                |
| 1964 | I'll Always Love You                                                                       | 60                |
| 1965 | When I'm Gone                                                                              | 25                |
| 1965 | Operator                                                                                   | 78                |
| 1965 | You Can Cry on My Shoulder                                                                 | —                 |
| 1966 | Together 'Til the End of Time                                                              | —                 |
| 1966 | Hurt a Little Everyday                                                                     | —                 |
| 1967 | Just Look What You've Done                                                                 | 69                |
| 1967 | You've Made Me So Very Happy                                                               | 39                |
| 1968 | I Can't Make It Without Him / Until You Were Gone (onder het pseudoniem "Brendetta Davis") | —                 |
| 1969 | Let Love Grow / Some Quiet Place                                                           | —                 |
| 1988 | Give Me A Little Inspiration                                                               | —                 |
| 1988 | On the Rebound (duet met Jimmy Ruffin)                                                     | —                 |
| 1991 | Hot and Cold                                                                               | —                 |